# MBC 뉴스투데이 강원
《MBC 뉴스투데이 강원》은 MBC 강원영동 TV, 춘천MBC TV, 원주MBC TV에서 매주 평일 오전 7시 20분에 방송 중인 강원 지역 아침 종합 뉴스 프로그램이다.

## 개요
MBC강원영동 뉴스투데이, 춘천MBC 뉴스투데이, 원주MBC 뉴스투데이로 읽는다.

## 앵커
| 대수 | 진행자 | 진행자 | 진행 기간                               | 비고        |
| 대수 | 남성   | 여성   | 진행 기간                               | 비고        |
| ---- | ------ | ------ | --------------------------------------- | ----------- |
| 1대  | 정우성 | 빈칸   | 일자 미상 ~ 일자 미상                   |             |
| 2대  | 김혁면 | 위서현 | 2001년 일자 미상 ~ 일자 미상            | [ 1 ]       |
| 3대  | 김혁면 | 안진희 | 일자 미상 ~ 일자 미상                   | [ 2 ]       |
| 4대  | 김혁면 | 김화선 | 일자 미상 ~ 일자 미상                   |             |
| 5대  | 정우성 | 김화선 | 일자 미상 ~ 일자 미상                   |             |
| 6대  | 정우성 | 심현지 | 일자 미상 ~ 일자 미상                   |             |
| 7대  | 김일중 | 심현지 | 일자 미상 ~ 일자 미상                   |             |
| 8대  | 이석용 | 심현지 | 일자 미상 ~ 일자 미상                   |             |
| 9대  | 이석용 | 전진영 | 일자 미상 ~ 일자 미상                   |             |
| 10대 | 빈칸   | 손영주 | 2008년 일자 미상 ~ 2010년 일자 미상     | [ 3 ]       |
| 11대 | 빈칸   | 조은화 | 2010년 일자 미상 ~ 2011년 일자 미상     |             |
| 12대 | 빈칸   | 표성은 | 2011년 일자 미상 ~ 2013년 일자 미상     |             |
| 13대 | 빈칸   | 서연미 | 2013년 일자 미상 ~ 2016년 일자 미상     |             |
| 14대 | 빈칸   | 박윤미 | 2016년 일자 미상 ~ 2018년 4월 일자 미상 |             |
| 15대 | 윤진열 | 빈칸   | 2018년 4월 일자 미상 ~ 2023년 11월 3일  | [ 4 ]       |
| 임시 | 김지후 | 빈칸   | 2023년 11월 6일 ~ 2023년 11월 10일      | [ 5 ]       |
| 16대 | 빈칸   | 김수민 | 2023년 11월 13일 ~ 2024년 8월 30일      | [ 6 ] [ 7 ] |
| 17대 | 빈칸   | 김나연 | 2024년 9월 2일 ~ 현재                   | [ 8 ]       |

## 경쟁 프로그램
- KBS 뉴스광장 강원 (KBS 춘천 1TV)
- G1 뉴스라인 (G1 TV)